# アレクシス・アルゲリョ
アレクシス・アルグエーリョ（Andrés Alexis Argüello Bohórquez、男性、1952年4月19日 - 2009年7月1日）は、ニカラグアのプロボクサー。マナグア出身。元WBA世界フェザー級王者。元WBC世界ジュニアライト級王者。元WBC世界ライト級王者。世界3階級制覇王者。ニカラグア初の世界王者。

## 人物
1974年から1981年までに3階級制覇を果たした。
引退後はボクシング審判員として活動（2001年2月のWBA世界ライト級タイトル戦・畑山隆則－リック吉村戦でジャッジを担当）。また、2008年にはニカラグアの首都マナグア市長に就任した。同年の北京オリンピックでは、開会式でニカラグア選手団の旗手を務めた。当時12歳のローマン・ゴンサレスを指導した。
何度か結婚と離婚を繰り返している。

## 来歴
1968年、プロデビュー。
初の世界挑戦は1974年2月16日、エルネスト・マルセルの持つWBA世界フェザー級タイトルだった。
9か月後の1974年11月23日、マルセルが返上したタイトルを獲得した「ミスター・ノックアウト」ルーベン・オリバレスの初防衛戦の相手に選ばれる。アルグエーリョは10回以降KO負けのピンチに見舞われるが、13回、左フックのカウンターでオリバレスを横転させ、さらに粘る王者を右アッパーで沈め、世界タイトル獲得。
このタイトルは4度防衛した（いずれもノックアウト）。
1975年10月12日、3度目の防衛戦で来日し、東京：蔵前国技館で「KO仕掛人」と呼ばれたロイヤル小林と対戦、5回2分46秒、ボディブローによるKO勝ちで防衛を果たした。
減量苦もあり、1976年にはタイトルを返上。この後、一時引退するがすぐに復帰。
1978年1月28日、10度防衛中のWBC世界ジュニアライト級王者アルフレド・エスカレラと対戦し、13回TKO勝ちで2階級制覇を果たした。減量苦から解放されたアルグエーリョは、8度(7KO)の防衛を達成した後、タイトルを返上。
1981年6月20日、ジム・ワットの持つWBC世界ライト級タイトルに挑み、ダウンを奪っての判定勝ち。3階級制覇を果たした。このタイトルは4度(4KO)の防衛を果たし、返上。
1982年11月12日、当時史上初となる4階級制覇を目論んで、アーロン・プライヤーの持つWBA世界ジュニアウェルター級王座に挑戦。強打をヒットさせるなど善戦したが、14回にプライヤーの連打に捕まり、ロープ際で滅多打ちにされ立ったまま失神。TKO負けを喫した。しかし、テレビカメラが捕らえていた映像などから、試合中にプライヤーのトレーナーのパナマ・ルイスが、精神刺激薬を混入させた水をプライヤーに与えていた疑惑が浮上する。ルイスは水道水と炭酸水のペリエを混ぜたものだと疑惑を否定し、処分されることは無かったが、後にルイスが別の試合で、薬物を混入した水を使ったり、ボクシンググローブの中綿を抜くなどの不正を働いていたことが発覚する。
1983年9月9日、アーロン・プライヤーと再戦するが、10回KO負けとなり4階級制覇の夢は叶わなかった。試合後にアルゲリョは「今後もう試合をすることは無い。引退だ」と引退を発表する。
ニカラグアのサンディニスタ民族解放戦線政権に抵抗する、反政府民兵組織「コントラ」に参加するが数ヶ月で脱退。政府がアルゲリョの財産を没収した。
1985年10月25日、経済的に困窮したため、約2年ぶりに現役復帰する。
1986年2月9日の試合を最後に引退。インタビューで浮気を繰り返し、経済的に困窮していることやコカイン中毒であることを認め、うつ病で自殺願望があったことを告白
。
8年後の1994年8月27日に復帰するも、1995年1月21日の試合を最後に再度引退した。

### 政治活動
ボクシング引退後、サンディニスタ民族解放戦線に鞍替えをして、ニカラグアの政治に積極的に参加するようになる。
2004年、マナグアの副市長に当選。
2008年、ダニエル・オルテガ大統領のサポートを受けマナグアの市長に当選するが、野党は不正投票があったと訴えた。当選後も派手な海外視察で批判を受け、税金の不正使用で訴えられた。
2009年7月1日、マナグアの自宅で死去、57歳没。深夜1時頃に拳銃で心臓を打ち抜いて自殺したと伝えられた。警察は検死を行ったが、死因を公表しなかった。後に、現地新聞が自殺説に異論を唱える記事を掲載。娘のドラ、息子のアレクシスJrも他殺であったことを訴えたが、自殺の動機については、アルゲリョが汚職に関っていた説や、サンディニスタ民族解放戦線の政権運営に失望し、政党から離れようと悩んでいた説などがある。

## 獲得タイトル
- WBA世界フェザー級王座（防衛4=返上）
- WBC世界ジュニアライト級王座（防衛8=返上）
- WBC世界ライト級王座（防衛4=返上）